# Dendronotus robustus
Dendronotus robustus är en snäckart som beskrevs av Addison Emery Verrill 1870. Dendronotus robustus ingår i släktet Dendronotus och familjen trädryggsniglar. Arten är reproducerande i Sverige. Inga underarter finns listade i Catalogue of Life.